# Пеледа (приток Луги)
Пеледа — река в России, протекает по Волосовскому району Ленинградской области. Устье реки находится в 106 км по правому берегу реки Луги севернее деревни Большой Сабск, исток — западнее посёлка Красный Маяк. Длина реки составляет 23 км.

## Данные водного реестра
По данным государственного водного реестра России относится к Балтийскому бассейновому округу, водохозяйственный участок реки — Луга от в/п Толмачево до устья.
Код объекта в государственном водном реестре — 01030000612102000026398.